# Hispano-Italienische Amphibische Battlegroup
Die Hispano-Italienische Amphibische Battlegroup ist eine im Wesentlichen von Spanien und Italien gestellte EU Battlegroup mit Beiträgen aus Griechenland und Portugal. Die Führung wechselt zwischen Spanien und Italien.

## Zusammensetzung

### Flugzeugträger
- Cavour
- Juan Carlos I

### Amphibische Angriffsschiffe
- L-42 Pizarro
- L-51 Galicia
- L-52 Castilla
- L-9892 San Giorgio
- L-9893 San Marco
- L-9894 San Giusto

### Marineinfanterie
- Infantería de Marina
- Brigata marina “San Marco”
- Reggimento lagunari “Serenissima”

## Geschichte
Die spanisch-italienische Battlegroup entstand 2009 aus der 1998 gegründeten Spanish–Italian Amphibious Force (SIAF) und der dazugehörigen Spanish–Italian Landing Force (SILF). SIAF/SILF wurde und wird zur Bildung und Aktivierung dieser Battlegroup verwendet.